# Patrick Tabeling
Patrick Tabeling, né le 25 septembre 1951,  est un physicien français, chercheur à l'École supérieure de physique et de chimie industrielles de la ville de Paris (ESPCI ). Il est cofondateur et a été le directeur de l'IPGG (Institut Pierre Gilles de Gennes), un établissement pluridisciplinaire regroupant trois cent chercheurs experts en microfluidique.

## Biographie
Diplômé de l'École supérieure d'électricité (promotion 1974), Patrick Tabeling a été chercheur CNRS au laboratoire de physique statistique de l'École normale supérieure de la rue d'Ulm (ENS Ulm) de 1985 à 2001. En 2001, il fonde le groupe MMN (Microfluidique, MEMS, NanoStructures) à l'École supérieure de physique et de chimie industrielles de la ville de Paris (ESPCI ParisTech). Il a été chargé par le CNRS de coordonner l'activité des laboratoires de recherche en microfluidique en présidant le réseau microfluidique.  
Patrick Tabeling a été promu directeur de recherche de classe exceptionnelle (DRCE) en novembre 2012. Il enseigne à l’École Polytechnique entre 1990 et 2002. Il a publié plus de 200 articles, a publié "Introduction à la Microfluidique" (Oxford University Press, 2005), est membre de l'Academia Europaea (2010). Il a cofondé deux startups, Microfactory (2014) et Minos Biosciences (2018).

## Travaux
Le laboratoire de Patrick Tabeling développe des applications microfluidiques avec des industriels  et s'intéresse ou s'est intéressé à des questions  fondamentales comme le glissement, l'autoassemblage, la dynamique de gouttes ou les cellules souches. 